# Barnsfeld (Adelsgeschlecht)

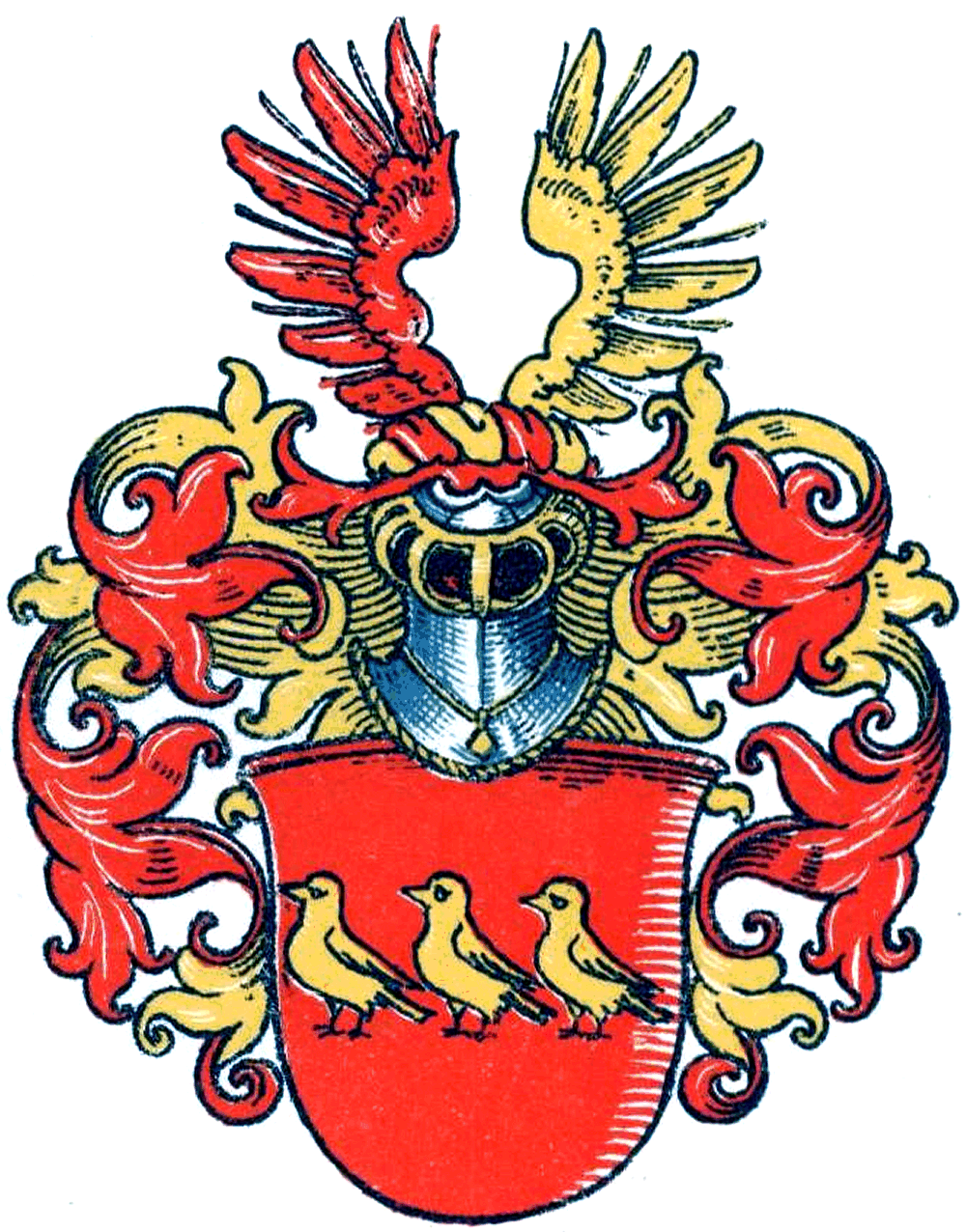
Stammwappen derer von Barnsfeld

Die Herren von Barnsfeld (auch: Bernsfeld, Barmentfelde, Bermentfeld, Berntfeld o. ä.) waren ein westfälisches Adelsgeschlecht.

## Geschichte
Der namensgebende Stammsitz des seit 1281 nachgewiesenen Geschlechts, das Burgmänner auf der Burg Dülmen des Hochstifts Münster stellte, war Haus Barnsfeld im Kirchspiel Ramsdorf, heute gelegen in der Stadt Velen im Kreis Borken in Nordrhein-Westfalen. 
Bereits 1313 spaltete sich mit Simon von Barnsfeld eine Linie ab, die sich nach ihrem Sitz Burg Velen „von Velen“ nannte.
Die bis ins 14. Jahrhundert zum Eigengut der Familie Barnsfeld gehörende Herrschaft Barnsfeld wurde in der ersten Hälfte des 14. Jahrhunderts durch den Grafen Rainald II. von Geldern gekauft, der im Anschluss die von Barnsfeld damit belehnte. In der Fehde zwischen dem Grafen und dem Münsteraner Bischof von 1322 bis 1326 standen die von Barnsfeld auf der Seite Rainalds II., weshalb die Burg 1324 zerstört wurde. Schon ein Jahr vorher war das Haus Barnsfeld, nun als Münsteraner Lehen an Johannis de Doring gegangen.
1353 verkaufte Johann von Barnsfeld Haus Oeding im heutigen Oeding (Südlohn) an den Münsteraner Bischof Ludwig II., der das Haus im Gegenzug an Johann zum Lehen gab. Später wurde Johanns Sohn Gerhard von Barnsfeld vom Münsteraner Bischof Florenz mit dem Haus belehnt. Dann kamen die Herren von Barnsfeld zu Oeding mit dem Münsteraner Bischof Florenz in Konflikt. Um 1370 eroberte dieser die Burg Oeding und schleifte sie. Danach ging die Burg 1371/72  als Lehen an die Edelherren von Gemen.
Das Geschlecht derer von Barnsfeld blühte noch 1511.

## Wappen
In Rot drei goldene, balkenweise gestellte Vögel. Auf dem rot-golden bewulsteten Helm ein roter und ein goldener Flügel. Die Helmdecken in rot-golden.
Sehr ähnliche Wappen führten u. a. folgende mit Haus Barnsfeld verbundene Geschlechter:

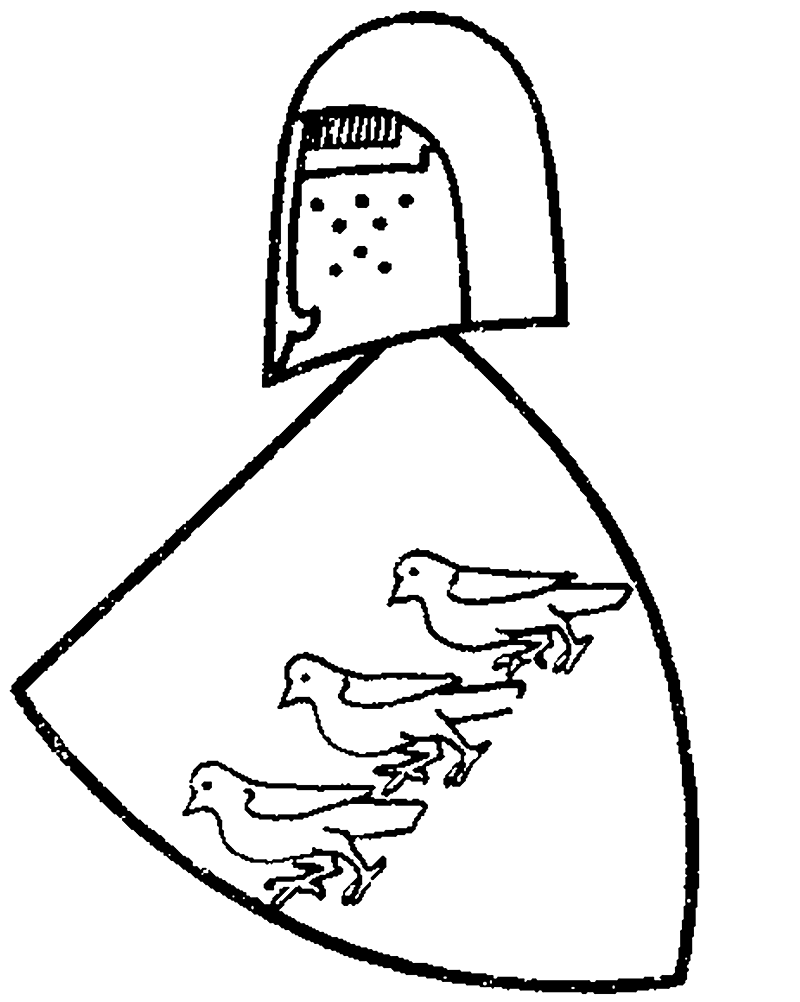
Wappen Werenzo (Werenzo de Lon)
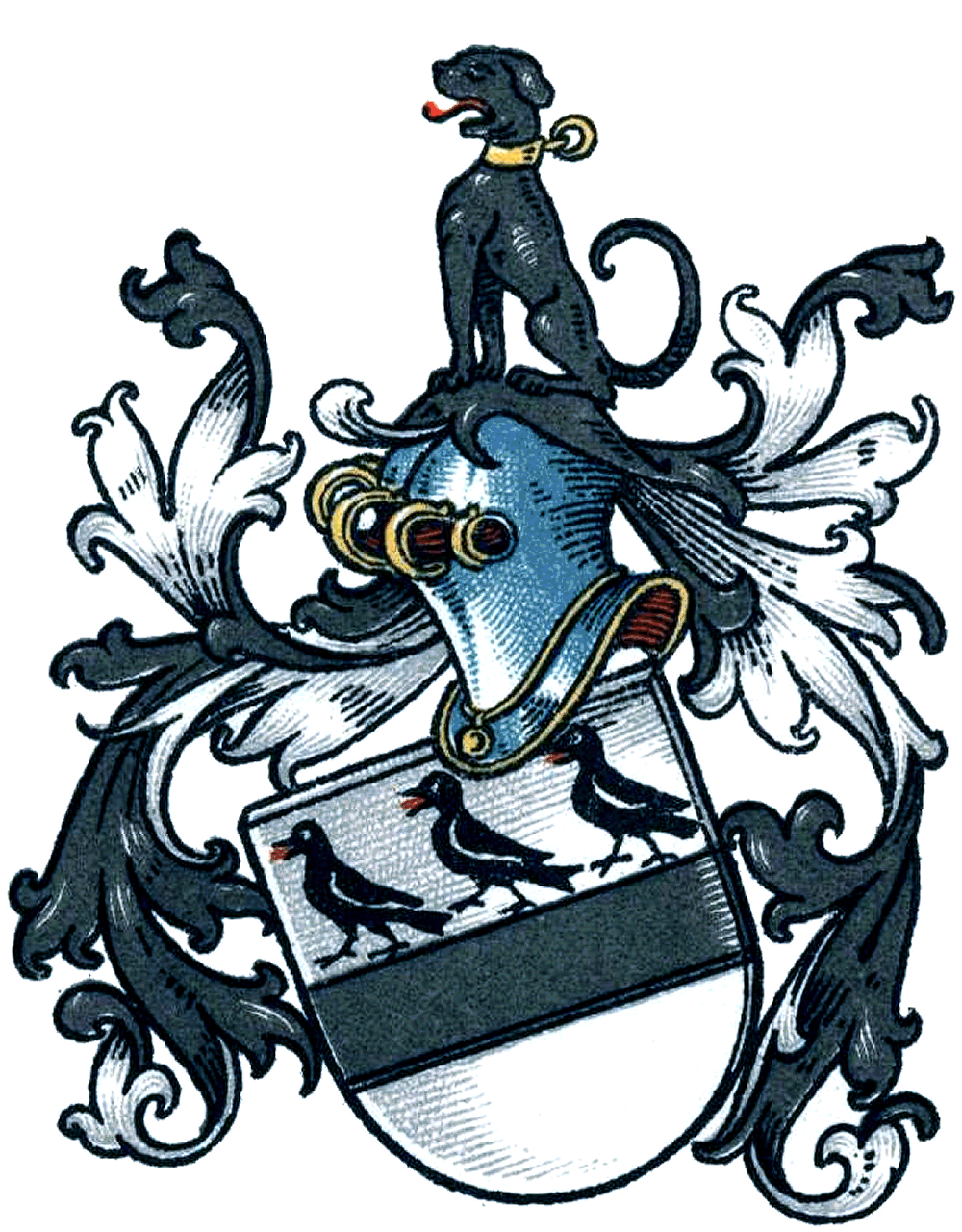
Wappen der Edlen von Loen
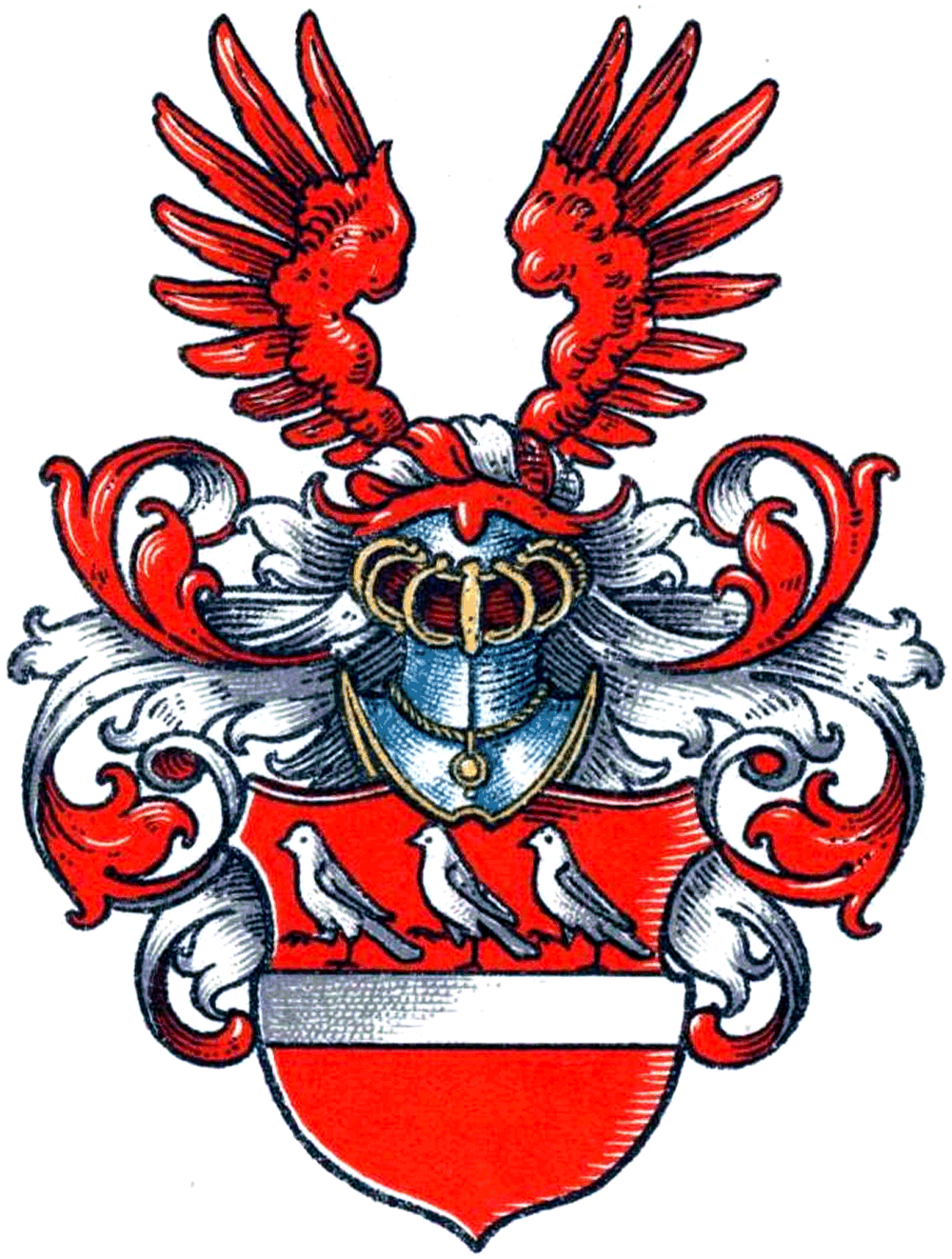
Wappen der Rhemen zu Barnsfeld
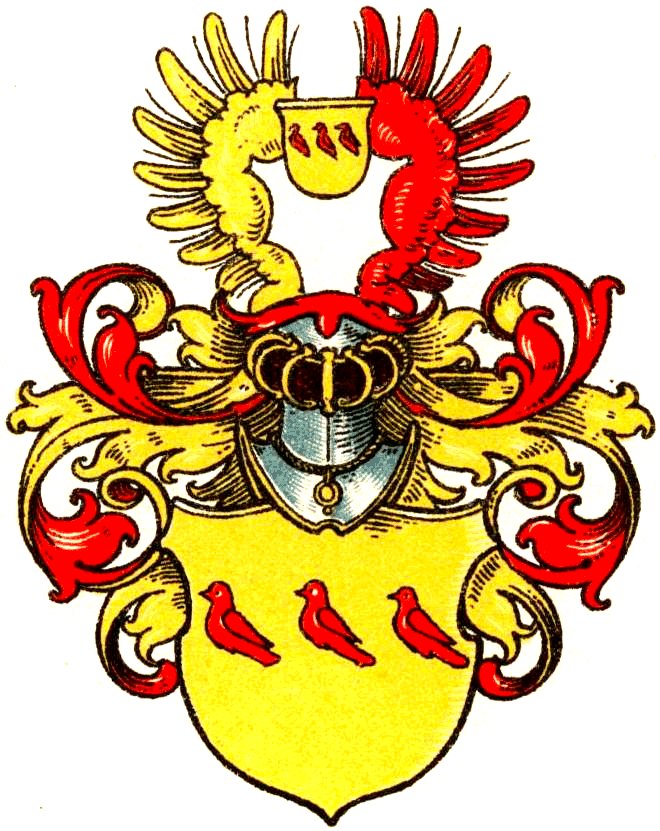
Wappen derer von Velen